# Marc Rapp
Marc Rapp (* 2. Dezember 1970) ist ein ehemaliger deutscher Fußballspieler.

## Karriere
Rapp hatte beim Pforzheimer Stadtteilverein 1. FC Eutingen mit dem Fußballspielen begonnen, bevor er 1985 in die Jugendabteilung des Karlsruher SC wechselte. Mit der A-Jugendmannschaft erreichte er am 7. Juli 1989 das Finale um den DFB-Junioren-Vereinspokal, das mit 1:4 gegen den Nachwuchs des VfL Bochum verloren wurde. 1989 rückte er in die Amateurmannschaft des Karlsruher SC auf und kam im Seniorenbereich zum Einsatz. Von 1990 bis 1992 gehörte er als Vertragsamateur auch zum Profiteam des Klubs und bestritt in beiden Spielzeiten insgesamt 18 Bundesligaspiele.
Er konnte sich jedoch nicht durchsetzen und schloss sich dem VfR Pforzheim an. In der Oberligaspielzeit 1994/95 erreichte er mit dem VfR den zweiten Platz hinter dem SV Sandhausen. In den Aufstiegsspielen zur Regionalliga Süd schlug er mit der Mannschaft zunächst die SpVgg Bayreuth mit 4:0, doch die 1:3-Niederlage gegen die Amateure von Eintracht Frankfurt beendeten die Aufstiegsträume. Wegen der anschließenden finanziellen Schwierigkeiten des Vereins, die zum Abstieg führten, verließ er diesen. Ab 1995 spielte er für den Stadtrivalen 1. FC Pforzheim, bevor er in der Saison 1997/98 für den baden-württembergischen Oberligisten SV Sandhausen spielte. Rapp schloss sich 1998 der TSG Hoffenheim an, mit der er in die Oberliga Baden-Württemberg aufstieg. Dort gelang der Durchmarsch in die Regionalliga Süd, in der er in der Saison 2000/01 für den Verein aus Sinsheim 34 Punktspiele bestritt und ein Tor erzielte.

## Erfolge
- Meister Oberliga Baden-Württemberg 1990 (mit Karlsruher SC Amateure), 2001 (mit der TSG 1899 Hoffenheim)
- Meister Verbandsliga Baden 2000 (mit der TSG 1899 Hoffenheim)